# Quýt lai
Quýt lai là một dạng phân loại trái cây thuộc chi Cam chanh, quả có màu cam, được xem là một giống cây trồng lai tạo ra từ quýt thuần chủng (Citrus reticulata), hoặc một loài có liên quan chặt chẽ, dưới danh pháp Citrus tangerina, nhưng lại là sự lai ghép (Citrus × tangerina) của các giống quýt cùng với vài đóng góp của bưởi.

## Từ nguyên
Theo từ điển Oxford (OED), quýt lai trong tiếng Anh, "tangerine", ban đầu là một tính từ có nghĩa "thuộc hoặc liên quan đến, hoặc có nguồn gốc từ Tangier" (một cảng biển ở Maroc, trên eo biển Gibraltar) hoặc mang nghĩa "bản địa của Tangier". Tên gọi này lần đầu tiên được sử dụng cho quả quýt được biến âm từ tên thành phố Tangier, Maroc, được mô tả là một giống cây trồng của quýt thuần chủng. OED trích dẫn cách sử dụng này từ quyển The Tatler của Addison năm 1710 với cách sử dụng tương tự từ những năm 1800. Tính từ này được áp dụng cho loại trái cây từng được biết đến với tên khoa học là "Citrus nobilis var. tangeriana" mọc ở Tangier. Cách sử dụng này xuất hiện vào những năm 1800.

## Phân loại
Theo hệ thống phân loại của Tanaka, Citrus tangerina được xem là một loài riêng biệt. Theo hệ thống Swingle, quýt lai được xem là một nhóm các giống cây trồng của quýt (C. reticulata). Một số chỉ khác nhau về khả năng kháng bệnh. Thuật ngữ này hiện cũng được áp dụng cho bất kỳ loại quýt nào có màu đỏ cam (và, ở một số khu vực pháp lý, các giống lai tựa quýt, gồm cả một vài loại quýt cam).

## Mô tả
Quýt lai nhỏ hơn và ít tròn hơn cam. Hương vị ít chua hơn, cũng như ngọt hơn và đậm đà hơn so với cam. Quả quýt lai chín có vỏ chắc đến hơi mềm, vỏ có nhiều xơ, không có rãnh sâu và có màu cam. Vỏ mỏng với ít nội bì trắng đắng. Tất cả những đặc điểm này đều được chia sẻ với quýt nói chung.
Mùa quýt lai cao điểm kéo dài từ mùa thu đến mùa xuân. Quýt lai thường được gọt vỏ và ăn bằng tay. Quả tươi cũng được sử dụng trong món xà lách, tráng miệng và món chính. Vỏ được dùng tươi hoặc khô như gia vị hoặc tô điểm cho món nướng và đồ uống. Nước ép quýt tươi và nước ép cô đặc đông lạnh thường có sẵn ở Hoa Kỳ.

## Giống trồng trọt
| Quốc gia    | Sản lượng (triệu tấn ) |
| ----------- | ---------------------- |
| Trung Quốc  | 25,0                   |
| Tây Ban Nha | 2.0                    |
| Thổ Nhĩ Kỳ  | 1.8                    |
| Maroc       | 1.2                    |
| Brasil      | 1,08                   |
| Hoa Kỳ      | 1,05                   |
| Ai Cập      | 1.0                    |
| Thế giới    | 42,0                   |

Quýt lai lần đầu tiên được Major Atway ở Palatka, Florida, nhân giống và trồng như một loại cây trồng riêng biệt ở châu Mỹ. Atway được cho là đã nhập khẩu chúng từ Maroc (cụ thể hơn là thành phố lớn thứ ba Tangier), đây là nguồn gốc của cái tên trong tiếng Anh. Thiếu tá Atway đã bán khu vườn trồng của mình cho NH Moragne vào năm 1843, đặt cho quýt lai Moragne phần còn lại trong tên của nó.
Quýt lai Moragne cho ra một hạt giống đã trở thành một trong những giống cây lâu đời nhất và phổ biến nhất của Mỹ, quýt Dancy (loại quýt có vỏ giống dây kéo, màu cam). Phân tích di truyền tìm ra cha mẹ của Dancy là hai giống quýt lai ghép, mỗi giống có một phần nhỏ là bưởi, một quýt Ponkan và một loại quýt thứ hai không xác định được. Dancy không còn được trồng thương mại rộng rãi nữa; nó quá mỏng manh để xử lý và vận chuyển dễ, nó dễ bị nấm Alternaria và sinh sôi nhiều hơn trong những năm xen kẽ. Dancy vẫn được trồng để tiêu thụ cá nhân và nhiều giống lai của Dancy được trồng thương mại.
Cho đến những năm 1970, Dancy là loại quýt được trồng rộng rãi nhất ở Mỹ. Sự phổ biến của loại trái cây này đã khiến thuật ngữ "tangerine" (quýt lai) được áp dụng rộng rãi như một tên tiếp thị. Florida phân loại các loại trái cây lai ghép giống như quýt nhằm mục đích bán hàng và quản lý; cách phân loại này được sử dụng rộng rãi nhưng được xem là không chính xác về mặt kỹ thuật trong ngành. Trong số các giống quýt lai quan trọng nhất của Florida là Murcotts (một loại quýt cam ra quả muộn được bán trên thị trường với tên gọi "quýt mật ong") và Sunbursts (một giống lai phức hợp quýt-cam-bưởi ra quả sớm). Fallglo, cũng là một giống lai ba chiều (5⁄8 ,1⁄4 quả cam và1⁄8 quả bưởi), cũng được trồng.

## Sản xuất
Năm 2021, sản lượng quýt lai trên thế giới (bao gồm cả quýt thuần và quýt lai) là 42 triệu tấn, dẫn đầu là Trung Quốc với 60% tổng sản lượng (bảng).

## Dinh dưỡng
Quýt lai chứa 85% nước, 13% carbohydrate và lượng chất béo và protein không đáng kể (bảng). Trong số vi chất dinh dưỡng, chỉ có vitamin C là có hàm lượng đáng kể (32% Giá trị hàng ngày) trong 100 gam (3,5 oz) khẩu phần tham khảo, cùng với tất cả các chất dinh dưỡng khác với lượng thấp.

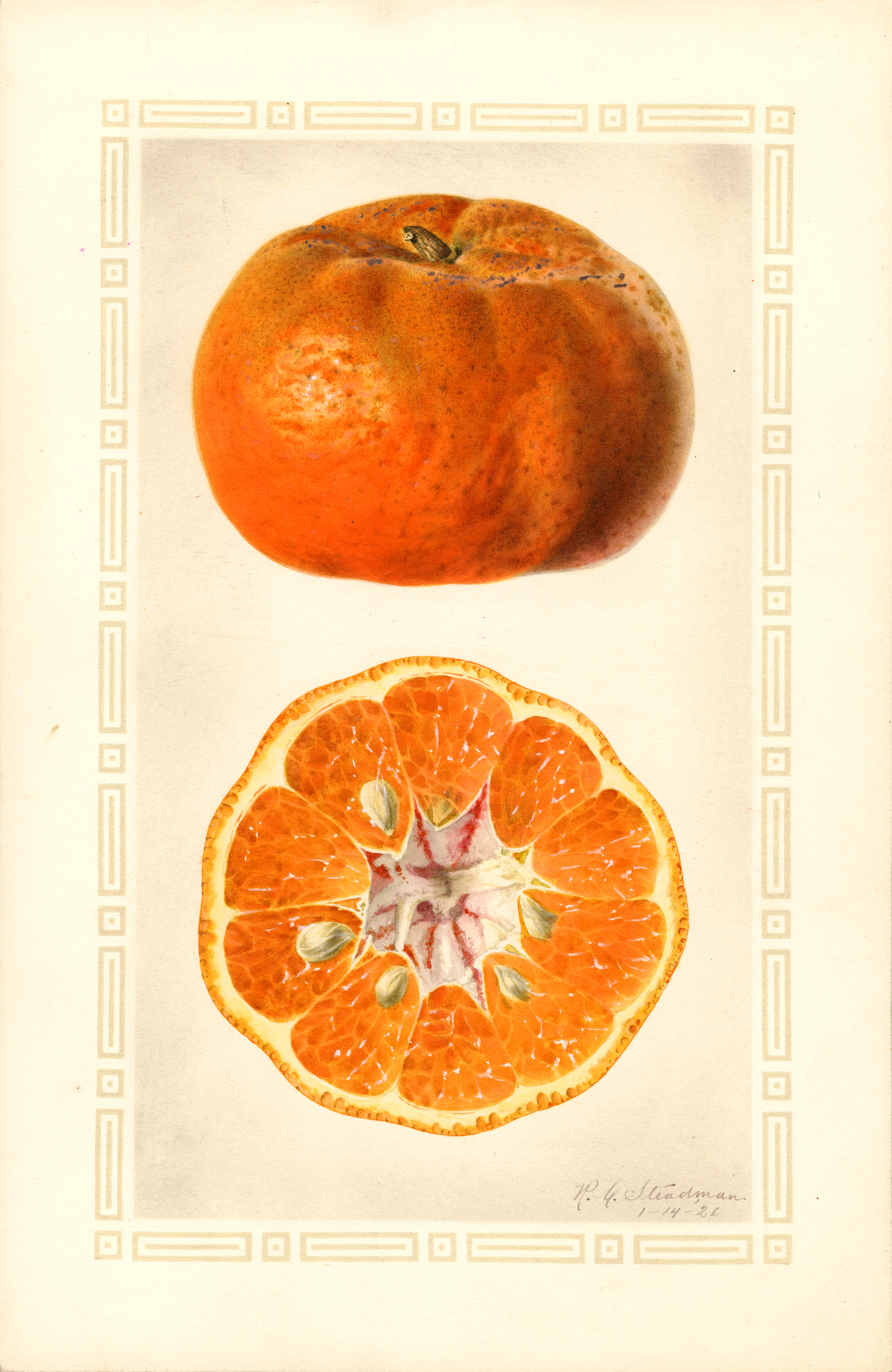
Một minh họa thực vật về quýt Manurco, được vẽ bởi Royal Charles Steadman vào tháng 1 năm 1926
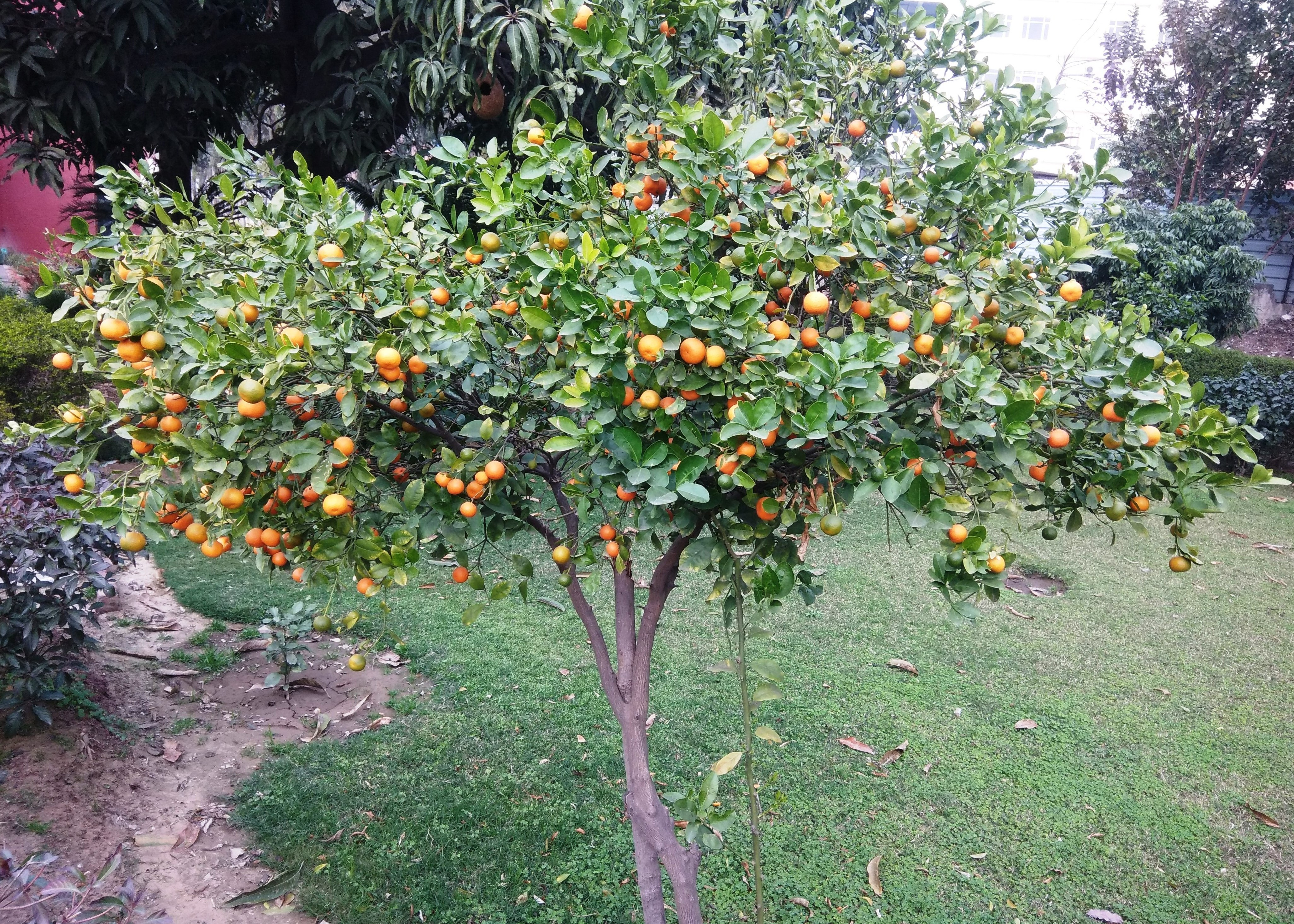
Cây quýt lai